# Тененти-Лаурентину-Крус
Тененти-Лаурентину-Крус (порт. Tenente Laurentino Cruz) — муниципалитет в Бразилии, входит в штат Риу-Гранди-ду-Норти. Составная часть мезорегиона Центр штата Риу-Гранди-ду-Норти. Входит в экономико-статистический микрорегион Серра-ди-Сантана. Население составляет 5174 человека на 2006 год. Занимает площадь 74,376 км². Плотность населения — 69,6 чел./км².

## Статистика
- Валовой внутренний продукт на 2003 год составляет 11 361 932,00 реалов (данные: Бразильский институт географии и статистики).
- Валовой внутренний продукт на душу населения на 2003 год составляет 2354,80 реалов (данные: Бразильский институт географии и статистики).
- Индекс развития человеческого потенциала на 2000 год составляет 0,628 (данные: Программа развития ООН).